# Ur trollkarlens hatt
Ur trollkarlens hatt är ett instrumentalt, progressivt rockalbum av Bo Hansson, utgivet 1972 på Silence Records. Det släpptes även i en engelsk utgåva under titeln Magician's Hat, dock med samma innehåll. Albumet är en fortsättning på Hanssons debutalbum Sagan om Ringen och består delvis av överblivet material från detta. Han har här även inspirerats av andra böcker, såsom Elidor av Alan Garner. 

## Låtlista
1. "Storstad" - 11:28
2. "Elidor" - 1:35
3. "Före regnet" - 1:30
4. "Fylke" - 1:52
5. "Sluttningar (lek i nedförsbacke)" - 1:45
6. "Findhorns sång" - 1:37
7. "Uppvaknande" - 2:47
8. "Vandringslåt" - 3:16
9. "Solen (parallellt eller 90 grader)" - 7:14
10. "Utflykt med förvecklingar" - 3:29
11. "Delad verklighet" - 6:20

## Medverkande
- Bo Hansson - hammondorgel, gitarr, syntheziser, bas
- Rune Carlsson - trummor, congas, koskälla
- Kenny Håkansson - gitarrer
- Gunnar Bergsten - saxofon, flöjt
- Sten Bergman - flöjt
- Bobo Stenson - piano (spår 9)
- Owe Gustavsson - bas (spår 9)
- Pelle Ekman - trummor (spår 9)